# Richard Price
Richard Price (Llangeinor -Gales-, 23 de febrero de 1723 - Newington Green, 19 de abril de 1791) fue un clérigo y escritor británico. Defendió las causas de la Revolución de las Trece Colonias y de la Revolución francesa. Fue miembro de la Revolution Society de Londres; y del grupo de intelectuales liberales denominado Bowood circle.

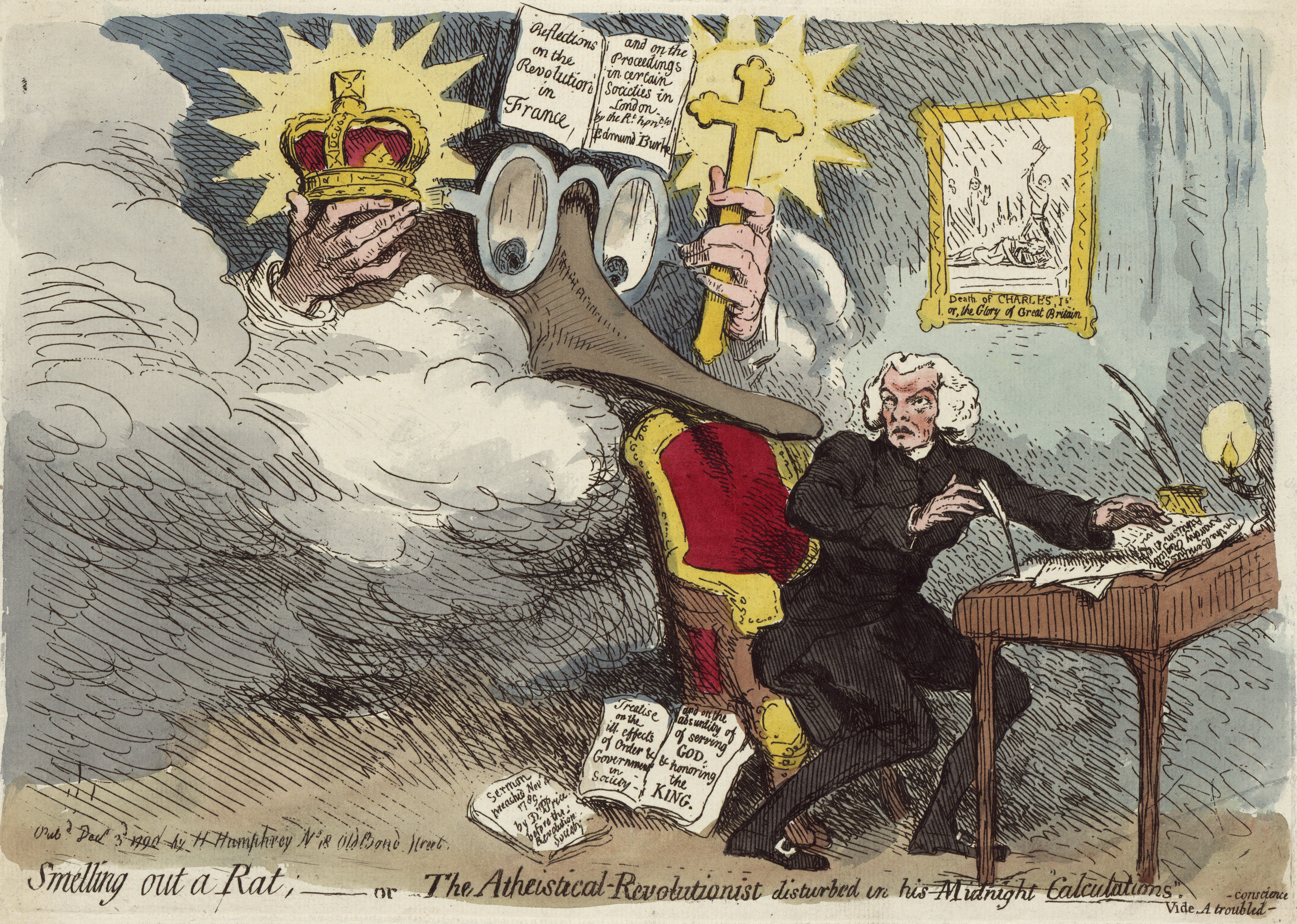
Smelling out a rat : or the atheistical-revolutionist disturbed in his midnight calculations, caricatura de James Gillray, 1790. Se representa a Richard Price en su estudio, y la cabeza de Edmund Burke que surge a su espalda blandiendo su obra Reflexiones sobre la Revolución de Francia.

Se trasladó a Londres con 16 años, a la muerte de su padre, encargándose su tío de su educación. Como su amigo Thomas Bayes, pertenecía a una familia de dissenters o "no conformistas"; y junto con él frecuentaba la academia "no-conformista" de Tenter Alley en Moorfields donde siguió las enseñanzas de John Eames. A la muerte de Thomas Bayes (abril de 1761) Richard Price recibió por su herencia la suma de cien libras y un conjunto de artículos sin terminar y en los que probablemente trabajó el mismo. Fue Price quien decidió, dos años más tarde, enviar An Essay towards solving a Problem in the Doctrine of Chance a la Royal Society, que lo publicó en sus Philosophical Transactions. El texto se considera uno de los fundadores de la ciencia de la probabilidad, exponiéndose en él el teorema de Bayes (el hecho de que este lleve el nombre de Bayes y no el de Price es uno de los casos en que se cumple la "ley de Stigler" -según la cual ningún descubrimiento recibe el nombre de su descubridor-).
En diciembre de 1765 Price fue nombrado miembro de la Royal Society; y en 1781 recibió el diploma honorífico de la Universidad Yale.
Fue enterrado en el cementerio "no-conformista" de Bunhill Fields (en el barrio londinense de Islington), junto a la tumba de Bayes.

## Obras

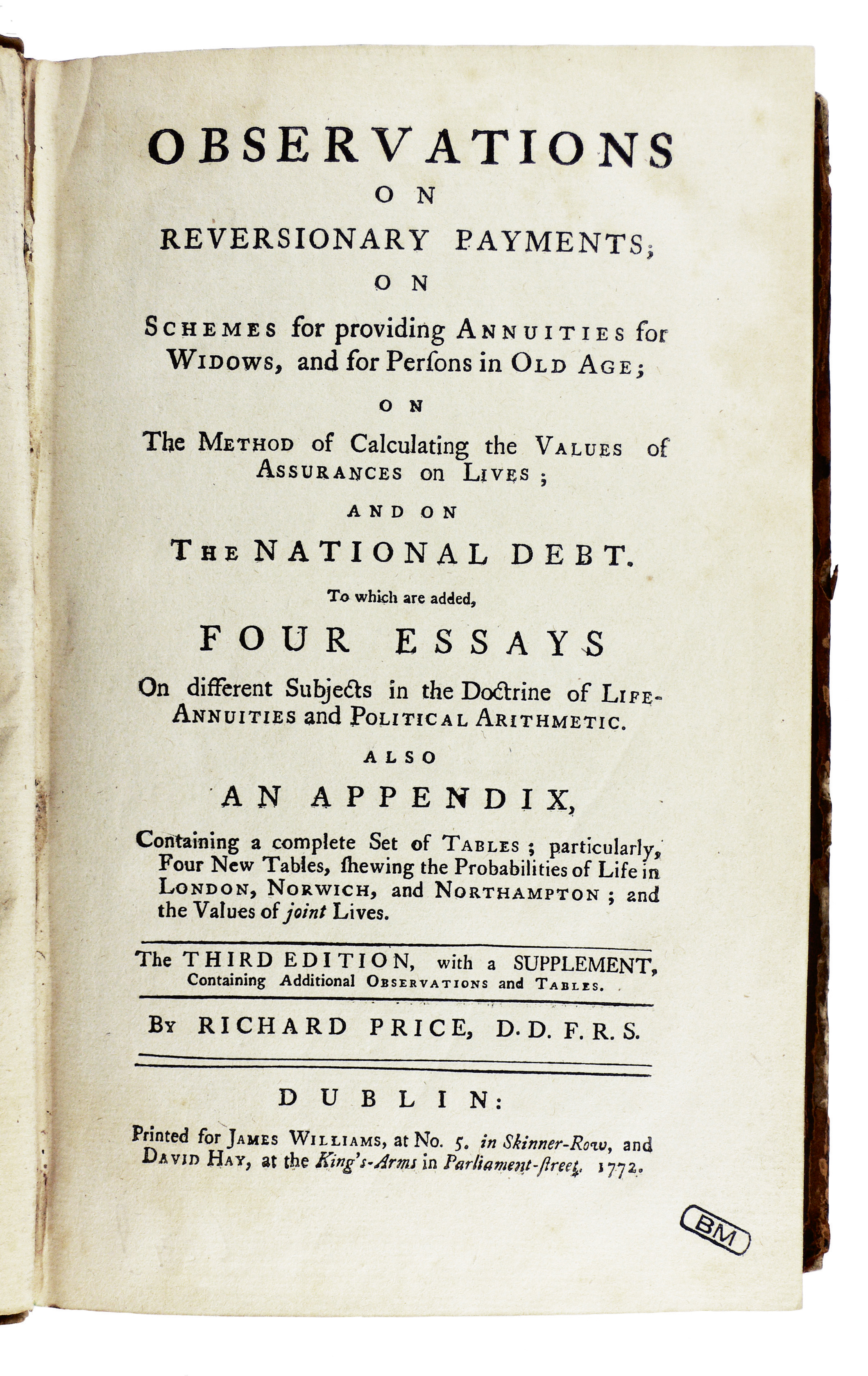
Observations on reversionary payments, 1772.

- A Review of the Principal Questions in Morals, 1757
- An Essay towards Solving a Problem in the Doctrine of Chances. By the Late Rev. Mr. Bayes, F. R. S. Communicated by Mr. Price, in a Letter to John Canton, A. M. F. R. S., en Phil. Trans., 1763, vol. 53, pgs. 370-418
- A demonstration of the second rule in the essay towards the solution of a problem in the doctrines of chances, en Philosophical Transactions of the Royal Society, 1764, vol. 54, pgs. 296-325
- Observations on the Nature of Civil Liberty, the Principles of Government, and the Justice and Policy of the War with America, 1776
- Essay on the Population of England, 1780
- Observations on the importance of the American Revolution, 1784
- A Discourse on the Love of Our Country, 1789